# マイルズ・サンダース
マイルズ・アダム・サンダース（Miles Adam Sanders, 1997年5月1日 - ）は、アメリカ合衆国ペンシルベニア州ピッツバーグ出身のプロアメリカンフットボール選手。NFLのカロライナ・パンサーズに所属している。ポジションはランニングバック。愛称はブービー・マイルズ（Boobie Miles）。

## 経歴

### 幼少期
ペンシルベニア州ピッツバーグの、ダウンタウンから東に約13キロ離れたスイスベールで育った。
高校時代は、地元の強豪であるウッドランドヒルズ高校でアメリカンフットボールをプレイし、3年間ランニングバックのスターターとして活躍した。ペンシルバニア州のミスター・フットボール賞を受賞し、オールアメリカ・ゲームに選出され出場した。その後、地元のピッツバーグ大学などのオファーを断り、ペンシルベニア州立大学に進学した。

### カレッジ
ペンシルベニア州立大学に進学後、当初は1学年上のセイクワン・バークリーの控えとしてプレーしていた。
1年目の2016年は、主にスペシャルチーム（キッキングチーム）のキックオフリターナーとして出場した。33回のリターンで688ヤードを獲得し、リターン回数はペンシルベニア州立大学の大学記録を更新し、リターンヤードも2位であった。
2年目の2017年、サンダースは12試合に出場し、そのうちの1試合で大学初先発を果たした。また、この年の春の練習中には、模範的な行動、態度、成長を最もよく示したオフェンス選手に贈られる、「レッド・ウォーレル賞」を授与された。
3年目の2018年シーズン開幕前に、バークリーが2018年のNFLドラフトで指名されてチームを去ったため、先発に定着。全13試合に先発出場し、シーズン初戦から19回のキャリーで91ヤードと1タッチダウン、さらに延長戦で試合を決めるタッチダウンを獲得するなどの活躍を見せた。イリノイ大学戦では、22回のキャリーで自己最高記録となる200ヤードを獲得。さらに、タッチダウン数も自己最高の3回を記録した。シーズンを終え、ランで1,274獲得ヤードは全米15位、1試合平均の獲得が98ヤードはカンファレンス4位、9つのタッチダウンを記録するなど、エースとして活躍した。シーズン終了後に、4年目のシーズンを見送って2019年のNFLドラフトへアーリーエントリーした。

#### 大学時代の通算成績
| 年度 | チーム                 | 出場 | ラン | ラン        | ラン             | ラン             | ラン | パス | パス        | パス             | パス             | パス | キックオフリターン | キックオフリターン | キックオフリターン | キックオフリターン | キックオフリターン |
| 年度 | チーム                 | 出場 | 回数 | 獲得 ヤード | 平均 獲得 ヤード | 最長 獲得 ヤード | TD   | 回数 | 獲得 ヤード | 平均 獲得 ヤード | 最長 獲得 ヤード | TD   | 回数               | 獲得 ヤード        | 平均 獲得 ヤード   | 最長 獲得 ヤード   | TD                 |
| ---- | ---------------------- | ---- | ---- | ----------- | ---------------- | ---------------- | ---- | ---- | ----------- | ---------------- | ---------------- | ---- | ------------------ | ------------------ | ------------------ | ------------------ | ------------------ |
| 2016 | ペンシルベニア州立大学 | 13   | 25   | 184         | 7.4              | 57               | 1    | 2    | 24          | 12.0             | 21               | 1    | 33                 | 688                | 20.8               | 48                 | 0                  |
| 2017 | ペンシルベニア州立大学 | 12   | 31   | 191         | 6.2              | 31               | 2    | 6    | 30          | 5.0              | 7                | 0    | 5                  | 76                 | 15.2               | 23                 | 0                  |
| 2018 | ペンシルベニア州立大学 | 13   | 220  | 1,274       | 5.8              | 78               | 9    | 24   | 139         | 5.8              | 29               | 0    | 0                  | 0                  | 0.0                | 0                  | 0                  |
| 通算 | 通算                   | 37   | 276  | 1,649       | 6.0              | 78               | 12   | 32   | 193         | 6.0              | 29               | 1    | 38                 | 764                | 20.1               | 48                 | 0                  |

### フィラデルフィア・イーグルス
| 身長                        | 体重           | 腕 の 長 さ       | 手 の 大 き さ   | 40Yrd ダ ッ シ ュ | 10Yrd ス プ リ ッ ト | 20Yrd ス プ リ ッ ト | 20Yrd シ ャ ト ル | 3 コ 丨 ン ド リ ル | 垂 直 跳 び     | 立 ち 幅 跳 び      | ベ ン チ プ レ ス |
| --------------------------- | -------------- | ----------------- | ---------------- | ----------------- | -------------------- | -------------------- | ----------------- | ------------------- | --------------- | ------------------- | ----------------- |
| 5 ft 10+5⁄8 in (179 cm)     | 211 lb (96 kg) | 30+5⁄8 in (78 cm) | 9+1⁄4 in (23 cm) | 4.49 s            | 1.57 s               | 2.61 s               | 4.19 s            | 6.89 s              | 36.0 in (91 cm) | 10 ft 4 in (3.15 m) | 20 回             |
| All values from NFL Combine |                |                   |                  |                   |                      |                      |                   |                     |                 |                     |                   |

ドラフト全体53位でフィラデルフィア・イーグルスから指名され、その後ルーキー契約を結んだ。

#### 2019年シーズン

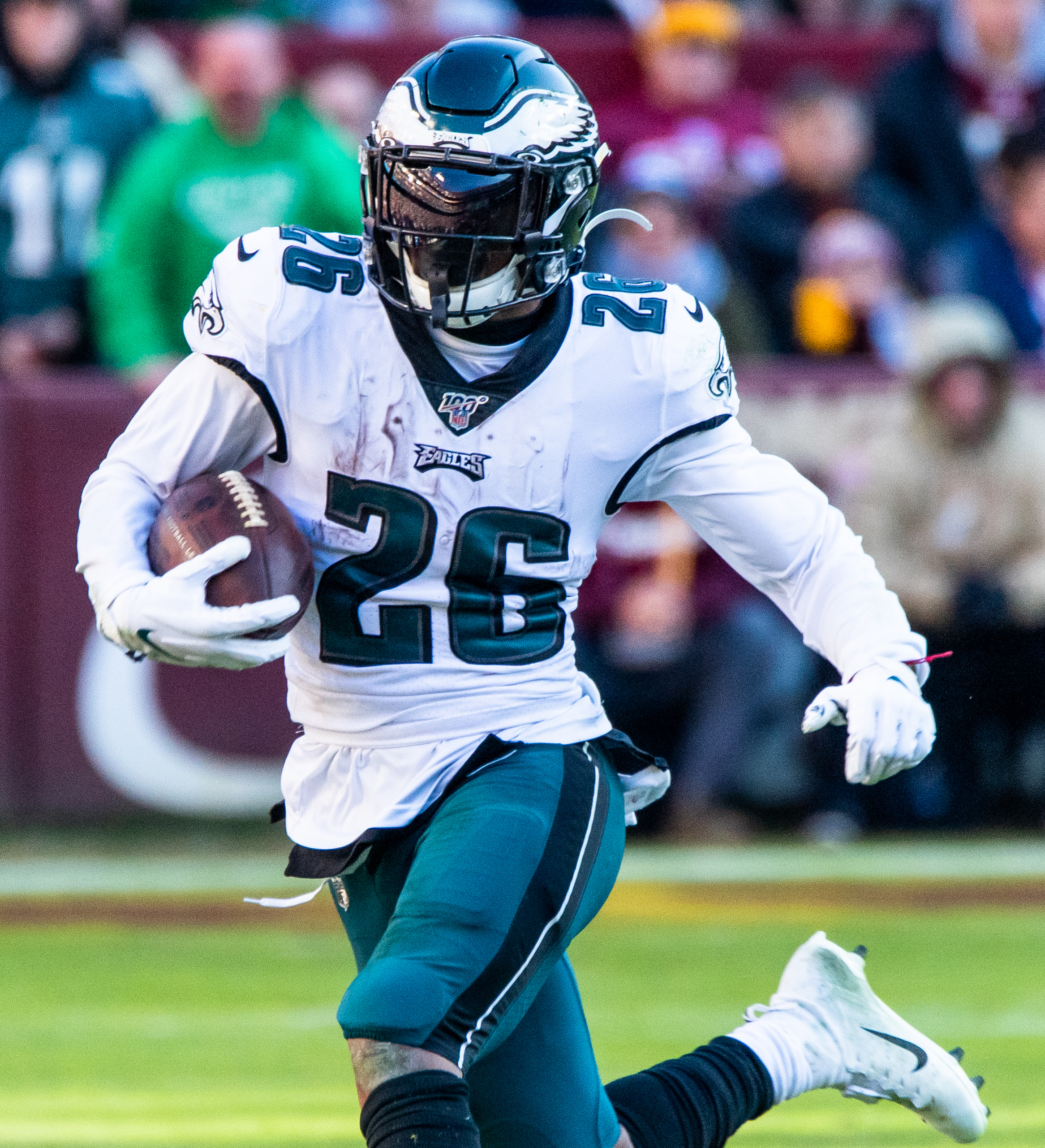
2019年のサンダース

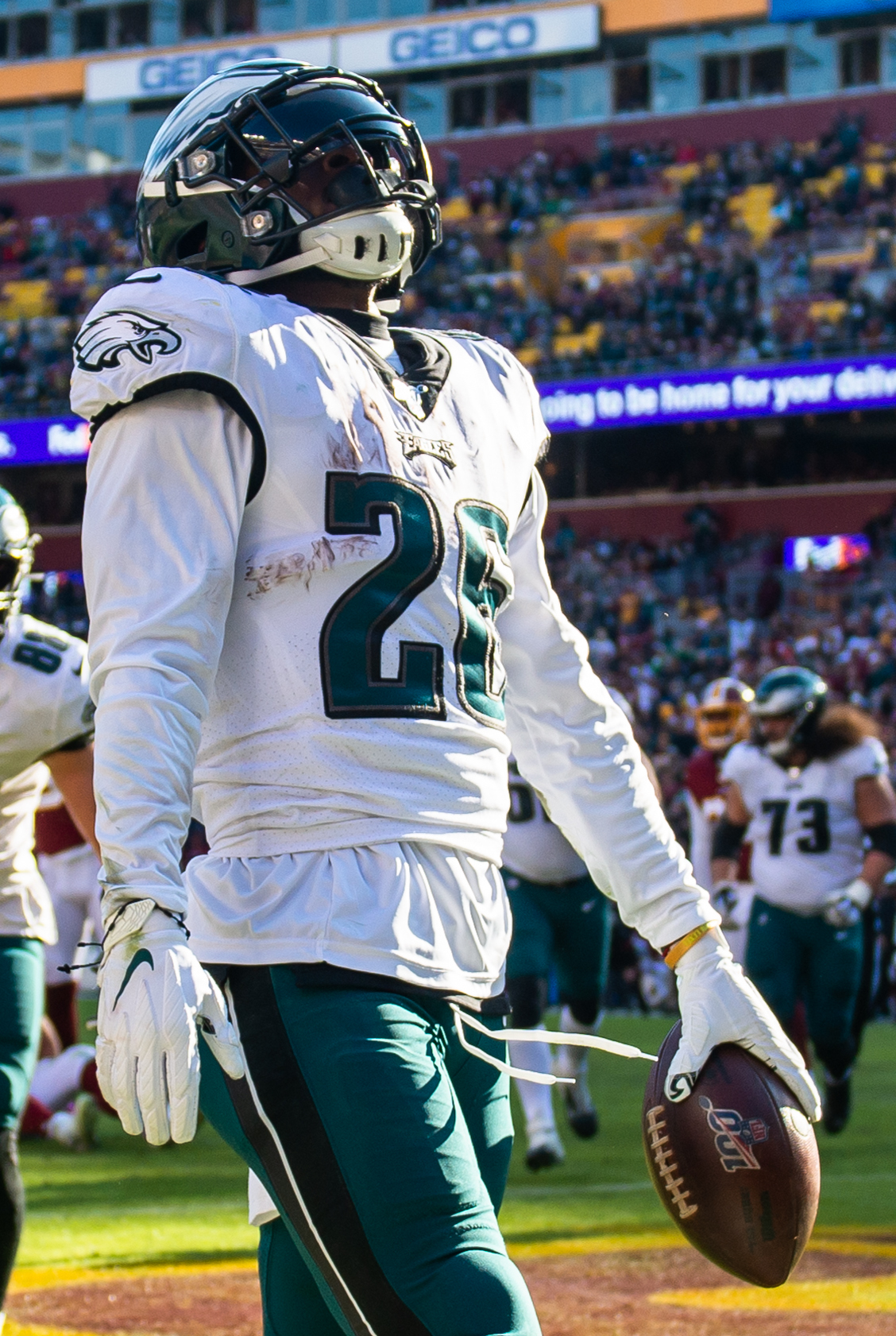
2019年のサンダース

1年目から主に先発として出場し、第1週のワシントン・レッドスキンズ戦では、11回のキャリーで25ヤード獲得した。第6週のミネソタ・バイキングス戦では、3回で6ヤードを獲得し、パスでも3キャッチで86ヤードと1タッチダウンを記録した。第15週のレッドスキンズ戦では、19回で122ヤードと1タッチダウン、パスでも50ヤードと1タッチダウンの大活躍で、チームの勝利に貢献した。この活躍により、ラン獲得ヤードでイーグルスのルーキー記録を更新した。記録更新後も、第16週のダラス・カウボーイズ戦でラン20回79ヤードと1タッチダウン、パス5回77ヤードを記録するなどの活躍を見せ、レギュラーシーズンを終えて、818ラン獲得ヤード、509レシーブ獲得ヤードを記録した。
チームはポストシーズンへ進出し、NFCのワイルドカードラウンドでシアトル・シーホークスと対戦。ラン14回69ヤード、パス3回8ヤードを獲得したが、チームは17-9で敗れ、シーズンを終えた。

#### 2020年シーズン
シーズン初戦をハムストリングの怪我で欠場し、第2週のロサンゼルス・ラムズ戦から出場した。第5週のピッツバーグ・スティーラーズ戦で80ラン獲得ヤード、2つのタッチダウンを記録したが、チームは敗れた。第14週のニューオーリンズ・セインツ戦ではキャリアハイとなる115ラン獲得ヤードと2つのタッチダウンを記録し、勝利に貢献した。

#### 2021年シーズン
このシーズンはチームがランプレーよりもパスプレーに重点を置いた戦術を用いていたため、ベンチで過ごす時間が長くなった。
第7週のラスベガス・レイダース戦で足首を捻挫し、3週間離脱した。復帰後は第13週のニューヨーク・ジェッツ戦で120ラン獲得ヤード、第15週のワシントン・フットボールチーム戦で131ラン獲得ヤードを記録するなど活躍したが、第16週のニューヨーク・ジャイアンツ戦で右手を骨折し、シーズン最後の2試合を欠場した。

#### 2022年シーズン
契約最終年となるこのシーズンは開幕から好調で、第4週のジャクソンビル・ジャガーズ戦では134ラン獲得ヤードと2タッチダウンを記録し、29-21でチームの勝利に貢献した。第12週のグリーンベイ・パッカーズ戦では、当時シーズン最高記録の21回のキャリーで143ヤードと2タッチダウンを獲得、2週間後の第14週ジャイアンツ戦でも、17回のキャリーで144ヤードと2タッチダウンを獲得するなど、活躍を見せた。また、ジャイアンツ戦では自身初となるシーズン1,000ラン獲得ヤードを記録。活躍が評価され、初のプロボウルに選出された。サンダースの2022年シーズンの記録は、キャリー回数、ラン獲得ヤード、ラッシングTMの3つの項目でリーグトップ10に入った。

### カロライナ・パンサーズ
2023年3月16日にカロライナ・パンサーズと4年総額2,540万ドルの契約を結んだ。
2023年シーズン、チュバ・ハバードに先発ランニングバックの座を奪われた。2024年シーズンはミュンヘンで行われた第10週のニューヨーク・ジャイアンツ戦で負傷退場し、その後の6試合を欠場した。
2025年3月11日、パンサーズからリリースされた。

### ダラス・カウボーイズ
2025年3月14日、ダラス・カウボーイズと1年契約を結んだ。

## 詳細情報

### 年度別成績

#### レギュラーシーズン
| 年度    | チーム  | 試合 | 試合 | ラン | ラン        | ラン             | ラン             | ラン | パス | パス        | パス             | パス             | パス | ファンブル | ファンブル |
| 年度    | チーム  | 出場 | 先発 | 回数 | 獲得 ヤード | 平均 獲得 ヤード | 最長 獲得 ヤード | TD   | 回数 | 獲得 ヤード | 平均 獲得 ヤード | 最長 獲得 ヤード | TD   | 回数       | ロスト     |
| ------- | ------- | ---- | ---- | ---- | ----------- | ---------------- | ---------------- | ---- | ---- | ----------- | ---------------- | ---------------- | ---- | ---------- | ---------- |
| 2019    | PHI     | 16   | 11   | 179  | 818         | 4.6              | 65               | 3    | 50   | 509         | 10.2             | 45               | 3    | 2          | 1          |
| 2020    | PHI     | 12   | 11   | 164  | 867         | 5.3              | 82               | 6    | 28   | 197         | 7.0              | 28               | 0    | 4          | 2          |
| 2021    | PHI     | 12   | 12   | 137  | 754         | 5.5              | 38               | 0    | 26   | 158         | 6.1              | 25               | 0    | 1          | 1          |
| 2022    | PHI     | 17   | 15   | 259  | 1,269       | 4.9              | 40               | 11   | 20   | 78          | 3.9              | 16               | 0    | 2          | 2          |
| 2023    | CAR     | 16   | 5    | 128  | 432         | 3.3              | 48               | 1    | 27   | 154         | 5.7              | 14               | 0    | 2          | 2          |
| 2024    | CAR     | 11   | 2    | 55   | 205         | 3.7              | 26               | 2    | 24   | 148         | 6.2              | 33               | 1    | 1          | 0          |
| NFL:6年 | NFL:6年 | 84   | 56   | 923  | 4,345       | 4.7              | 82               | 23   | 175  | 1,244       | 7.1              | 45               | 4    | 12         | 8          |

#### ポストシーズン
| 年度 | チーム | 試合 | 試合 | ラン | ラン        | ラン             | ラン             | ラン | パス | パス        | パス             | パス             | パス | ファンブル | ファンブル |
| 年度 | チーム | 出場 | 先発 | 回数 | 獲得 ヤード | 平均 獲得 ヤード | 最長 獲得 ヤード | TD   | 回数 | 獲得 ヤード | 平均 獲得 ヤード | 最長 獲得 ヤード | TD   | 回数       | ロスト     |
| ---- | ------ | ---- | ---- | ---- | ----------- | ---------------- | ---------------- | ---- | ---- | ----------- | ---------------- | ---------------- | ---- | ---------- | ---------- |
| 2019 | PHI    | 1    | 1    | 14   | 69          | 4.9              | 18               | 0    | 3    | 8           | 2.7              | 7                | 0    | 0          | 0          |
| 2021 | PHI    | 1    | 1    | 7    | 16          | 2.3              | 14               | 0    | 3    | 12          | 4.0              | 6                | 0    | 0          | 0          |
| 2022 | PHI    | 2    | 2    | 28   | 132         | 4.7              | 18               | 2    | 1    | 3           | 3.0              | 3                | 0    | 0          | 0          |
| 通算 | 通算   | 4    | 4    | 49   | 217         | 4.4              | 18               | 2    | 7    | 23          | 3.3              | 7                | 0    | 0          | 0          |

- 2024年度シーズン終了時
- 太字は自身最高記録

### イーグルス記録
- ルーキーによるシーズン最多ラン獲得ヤード：818
- ルーキーによるスクリメージラインからの最多獲得ヤード：1,327
- ルーキーによるシーズン最多合計獲得ヤード：1,641